# Détective Conan : Mémoire assassine
Détective Conan : Mémoire assassine (名探偵コナン 瞳の中の暗殺者, Meitantei Konan: Hitomi no naka no ansatsusha) est film d'animation japonais réalisé par Kenji Kodama, sorti en 2000.
Il s'agit du quatrième film tiré du manga Détective Conan.

## Synopsis
C'est la panique au sein de la police ! Un individu semble s'en prendre à des agents de police. Conan et ses amis, les Détective Boys, sont les témoins du meurtre d'un policier, meurtre qui est suivi d'un autre. Tout porte à croire que le meurtrier est lui-même un membre de la police.
Lors d'une réception donnée en l'honneur du mariage de la sœur de l'inspecteur Shiratori, l'inspecteur Megure semble préoccupé par quelque chose, mais refuse d’en parler à Mōri. Un peu plus tard dans la soirée, Ran se rend aux toilettes où elle retrouve l'inspecteur Satō. Au moment d’une coupure de courant, Ran et Satō sont attaquées par un individu, Satō - qui est elle-même la cible de ce tueur - tente de la protéger mais est grièvement touchée tandis que Ran, horrifiée - qui a vu le visage de l'assassin - perd connaissance. À son réveil, la jeune fille est frappée d’amnésie. Ce qui n'empêche pas l'assassin d'essayer de la tuer elle-aussi…

## Fiche technique
- Titre original : Meitantei Conan: Hitomi no naka no ansatsusha (名探偵コナン 瞳の中の暗殺者?)
- Titre français : Détective Conan : Mémoire assassine
- Société de production : Tokyo Movie Shinsha
- Durée : 99 minutes
- Dates de sortie : 
  - Japon : le 22 avril 2000 en salles japonaises
  - France : le 16 juillet 2008 chez l'éditeur DVD Kazé